# 電子郵件行銷
電子郵件行銷（Email Marketing）亦稱電郵推廣，是一種利用電子郵件為其傳遞商業或者募款訊息到其受眾的直銷形式。就廣義而言，每封電子郵件傳送到潛在或現行客戶都可視為電子郵件行銷。然而，該術語通常指：
- 遞送目的在強化商家與其現行或者舊有顧客，以及鼓勵客戶忠誠與重複造訪網站或商家的電子郵件。
- 遞送目的在吸引新顧客或者說服老顧客立即購買某項商品的電子郵件。
- 於其他公司對他們顧客的電子郵件中夾帶廣告
- 透過網際網路遞送的電子郵件 (電子郵件過去與現在都存在網際網路、網路電郵、FIDO 網之外)

研究估計2006年單美國公司行號花費四億元於電子郵件行銷上。

## 優勢
公司行號愛用電子郵件行銷(於網際網路)是因為：
- 以相對低成本散播資訊到廣大範圍的特定潛在客戶，遞送清單優勢不言自明。
- 比較起投資其他媒體如直接郵寄或列印商務通訊，電子郵件行銷比較便宜。
- 精確的投資報酬率可追蹤(一個蘿蔔一個坑)，而且如果使用適當的話，已證明相當高。電子郵件行銷常常被評為僅次於搜尋行銷的最有效線上營銷策略。[2]
- 它是即時的，相對於傳統郵件廣告，電子郵件抵達收件人僅須幾秒鐘或幾分鐘。
- 它讓廣告主動把訊息「推」到其觀眾面前，相反的網站得等客人上門。
- 追蹤容易。廣告主動可以透過網蟲、退件、終止訂閱、閱讀回條、點進率等等以追蹤使用者。這些可以用來衡量開啟率、正面或反面回應、串聯實際販賣與行銷。
- 產生重複購買行為對廣告主來說可負擔並且自動化。
- 廣告主可接觸大量的電子郵件收前同意的訂閱者，與他們感興趣的標題交流。
- 過半網際網路使用者每天檢查或送出電子郵件[3]。
- 某些種類的信息間互動可能觸發其他訊息自動遞送出去。
- 某些種類的信息間互動可能觸發其他種事件發生，如更新收件人的資料顯示該收件人對某種類特別感興趣。
- 環保綠色訴求──電子郵件行銷不用紙。

## 缺點
許多公司遞送電子郵件以與現行客戶保持聯繫，不過某些其他公司遞送不請自來的電子郵件，亦稱為垃圾郵件。
非法電子郵件行銷早於合法電子郵件行銷，因為早期的網際網路(參見ARPANET)不允許作為商用的媒介。因此，電子郵件行銷商試著建立合法生意必須進行所謂攻堅戰，其阻礙來自非法垃圾信件商亦宣稱自己是合法。
對旁觀者來說，分別合法與垃圾郵件行銷不但困難而且常常搞不清楚。其一，垃圾郵件宣稱自己來自正當事業，困惑收件人。其二，直銷政治團體，例如美國直銷協會(DMA)對州議會施壓對其行為合法化，這對許多網際網路事業者來說是一種惡質未請自來的行為。其中行為包括寄送電子垃圾郵件給「收後謝絕」(Opt-out)清單上的人。其三，隨著垃圾郵件的爆炸成長，引發許多使用者誤將合法商業電子信件 (例如，某些使用者自行訂閱的遞送清單) 當成垃圾郵件──特別是當兩封具有類似外觀、而且訊息包括 HTML 與閃爍的圖形時。
因為大量垃圾郵件充斥於網際網路，垃圾郵件過濾器對大部分使用者便相當重要。許多行銷商報導他們的商業信件常常被過濾器擋掉；然而，對電子郵件使用者來說，抱怨過濾器擋掉合法信件的案例似乎比較少。
想執行電子郵件行銷計畫的公司行號必須確認該計畫沒有違反電子郵件法律，如美國的 CAN-SPAM 法案 (控制非請自來的色情與行銷侵犯法案 Controlling the Assault of Non-Solicited Pornography and Marketing Act),、台灣的濫發商業電子郵件管理條例草案 ，歐洲隱私暨電子通訊規範2003或者其他網際網路業者使用美國的規範。即使一家公司守法，如果網管發現該公司遞送電子垃圾郵件，該公司便會被列入黑名單如 SPEWS。

## CAN-SPAM 的承諾
因為2003 CAN-SPAM法案批准對每次違規每封個別收信人科徵 11,000 美金罰款，許多美國境內的商業電子郵件行銷商利用特別的軟體或服務以確定達成該法案的承諾。有相當多的現存舊系統並不擔保符合法案的規範。為了要符合商業電子郵件的法案規範，一般電子郵件行銷服務：得要求使用者鑑別他們的退回位址、並且包括合法的實體位址(IP位址)；得提供一鍵訂閱取消功能；並且禁止導入購買來的電子郵件位址，因為行銷商並沒有賦予合法的許可對其遞送廣告信。
除了滿足法律規範外，行銷服務供應商出面幫助顧客設定與管理他們自己的電子郵件行銷活動。這些服務提供了電子郵件型版、訂閱與取消訂閱自動處理、以及產生統計資料如多少信件被收到被打開、以及收件人是否點擊任何訊息裡頭的鏈結。

## 收前同意電子郵件廣告
收前同意電子郵件(opt-in email) 廣告或者事前許可行銷 (permission marketing)顧名思義是種電子郵件的收信人事前同意收到廣告信的廣告方法。這是許多種行銷商開發、以消除電子郵件行銷的缺點的方式之一。
電子郵件已經成為世界上廣受歡迎的通訊模式。它也成為超風行的廣告媒介。在眾多電子郵件廣告優勢之中最引人注意的是與顧客直接溝通、便宜、彈性、與容易實現。然而它的缺點有：因為電子郵件過載廣告訊息造成客人的疏離感、或者廣告本身還沒被機會讀取就被刪除了。
事前許可電子郵件行銷將逐步發展成一項利用發送人與收件人握手協議的科技 (Fairhaed, 2003)。這種系統預期會達成消費者與行銷者雙方高度滿足的最終結果。如果行銷者多利用事前選擇電子郵件廣告，被遞送的電子郵件內容將是消費者所「預期」的──意思是行銷商認定該消費者希望收到訊息──這讓這些合法行銷有別於不請自來的廣告 (通常就被歸類成垃圾電子郵件)。在理想狀況下，收前選擇郵件廣告比起漫無目標的廣告更貼心、更容易引起消費者共鳴。
關於這類事前許可行銷常見的範例是，公司對其既有顧客送達的業務通訊。業務通訊就像一種讓顧客了解方式公司最新動態、促銷活動、以及新產品的方式。在這種廣告型態裡，廣告主會在其結帳時詢問是否要繼續收到業務通訊。
隨著收前選擇通訊錄存成資料庫為基礎，行銷商可自動化遞送促銷訊息。行銷商亦可切割它們的促銷活動瞄準有效的市場區間，事半功倍。

## 各地情況

### 中國
中國首次公開判罰濫發電子郵件的發信者在2006年，廣東省通信管理局當時曾依法給予一家發放垃圾電子郵件的公司施以行政處罰，罰款5,000元人民幣並禁止有關公司再次發佈垃圾郵件。據稱，該次是依據法規《互聯網電子郵件服務管理辦法》執行，法例是由同年3月30日起由信息產業部正式施行的第38號令。同时成立了专门的中国互联网协会反垃圾邮件中心，在行业内推行白名单服务。

### 台灣
在台灣，由於面對電子郵件行銷的垃圾郵件問題嚴重，卻面臨無法可管之窘境，立法院馮定國等委員，於 2002年6月 曾提出針對垃圾郵件管理的法案「電子廣告信件管理條例草案」，但是在立法院經一讀付委後，因未能及時完成立法程序而遭擱置。中華民國行政院於2005年3月，函請立法院審議「濫發商業電子郵件管理條例草案」。2012年3月，立法院交通委員會並初審通過立法委員葉宜津版本「濫發商業電子郵件管理條例草案」，其中明列規定，未來收到濫發商業郵件的收信人，可以向違法發信人請求每封電子郵件新台幣100元至500元（行政院版本求償金額為每人每封商業電子郵件500元至2,000元）的民事損害賠償，總賠償金額上限並可達二千萬元；草案並且設計了團體訴訟制度，協助民眾集體求償。

### 香港
根據《06第二季消費者電郵推廣問卷調查》，每日香港市民接收的電郵當中就有46%是垃圾郵件，更發現超過一成的受訪者曾在一星期內收到超過350份垃圾郵件，另外有6六成四人指每星期接收大約140封垃圾郵件，每日平均花費9分鐘處理，顯示香港有嚴重的濫發電郵問題。 
香港政府最終就反垃圾電郵法展開立法程序，在2006年7月7日提出《非應邀電子訊息條例草案》並經過約一年時間的討論和公眾諮詢。《非應邀電子訊息條例》最後在2007年5月23日通過，法案以規管由香港發出或發送到香港的電子訊息（包括電郵、短訊、傳真、通過電話發送的預錄訊息）為目的，有關條例在2007年12月22日正式全面生效。。違反有關法例者首次定罪最高罰款達到10萬港元，再被定罪可判之最高罰款為50萬元。可是，法案對於垃圾電郵的防治依然沒有辦法完全杜絕，因當中有不少是來自海外的，但香港仍需要有自己的法規，這對於避免香港成為濫發垃圾電郵的「天堂」有相當助益。

### 日本
垃圾郵件對日本的影響頗嚴重，尤其是來自交友網站的宣傳廣告。有指要是將日本刪除垃圾郵件的時間計算成經濟損失的話，一年就差不多要花上7,000億日圓。日本政府有意大幅加強《特定電子郵件傳送標準化法》，罰款上限將由100萬日圓增加至3,000萬日圓，以阻嚇發送垃圾郵件者。然而大部份發送垃圾郵件的據點已轉移到國外，使日本警方在執法上遇到不少阻力。

### 荷蘭
發放垃圾郵件在荷蘭，最高罰款為45萬歐元。

### 美國
在美國發放垃圾郵件罰款可高達50萬美元。

## 術語
電子郵件行銷術語如過江之鯽，這行的行銷商必須對其完全掌握。這裡聊舉數個：自動回覆器、退回郵件、點進率、雙重收前同意或收前同意、開啟率、垃圾郵件。

## 又見
- （英文）CAUCE（英语：CAUCE）
- 客戶參與
- 邮景